# Faktencheck
Der Faktencheck (von englisch fact-checking) bezeichnet ein journalistisches Konzept, das die Aussage einer oder mehrerer Personen anhand von recherchierbaren und objektiv nachprüfbaren Fakten (Tatsachen) überprüft. Dabei werden wörtliche oder schriftliche Aussagen den recherchierten Fakten gegenübergestellt. Auch in der wissenschaftlichen Analyse von politischen Prozessen werden Faktenchecks vorgenommen.
Der Begriff wird auch außerhalb des Journalismus verwendet, beispielsweise von Ermittlungsbehörden oder gesellschaftlichen Gruppen oder Parteien in deren eigenen Medien, wobei hier nicht zwingend die Nachvollziehbarkeit von Belegen gewährleistet ist.

## Beispiele in deutschsprachigen Medien
Mit der Zunahme der Politik-Talksendungen im deutschen Fernsehen hat auch die Bedeutung dieser Methode zugenommen. Die Sendung hart aber fair (ARD) war unter Moderator Frank Plasberg die erste deutschsprachige Talkshow, die nach jeder Sendung einen Faktencheck wichtiger Aussagen der Sendung im Netz anbot. Im US-Wahlkampf 2016 nahmen deutsche Medien nach den Fernsehdebatten der Kandidaten auch Faktenchecks vor.
Schließlich startete die ARD im April 2017 das „Anti-Fake-News-Portal“ Faktenfinder bei tagesschau.de. Um gefälschte Meldungen besser zu erkennen, will das Portal „ein Knotenpunkt im ARD-Netzwerk“ sein, „um solche Phänomene zu sammeln.“ Einige ARD-Anstalten wie z. B. der Bayerische Rundfunk bieten inzwischen Faktenchecks im Rahmen ihrer regulären Berichterstattung an.
In der österreichischen ZiB2-Nachrichtensendung werden in Wahlkämpfen die Äußerungen der Spitzenkandidaten sowie in unregelmäßigen Abständen vielbeachtete oder umstrittene Interviewäußerungen (nicht nur aus der Politik) einem Faktencheck unterzogen. Dabei führen die Analysen von Journalisten zusammen mit den Untersuchungen von Experten, wie etwa Sozial- und Wirtschaftswissenschaftlern, zu einer Bewertung des Wahrheitsgehalts der ursprünglichen Aussage mit einer zusammenfassenden Tendenz (z. B. wahr, eher/überwiegend wahr/unwahr, falsch). Der Faktencheck des ORF wird häufig in Print- und Onlinemedien rezipiert und journalistisch aufgegriffen.
Auch beim Schweizer Radio und Fernsehen werden Faktenchecks zu umstrittenen Äußerungen in allen Medien (Fernsehen, Radio, Online) veröffentlicht. Der Tages-Anzeiger veröffentlicht Faktenchecks unter Berücksichtigung der Analysen verschiedener Medien, wobei aus jedem der rezipierten Medien ein Hauptaspekt beleuchtet wird. Zu jeder einzelnen Journalistenanalyse desselben Themas wird eine zusammenfassende Tendenz zum Wahrheitsgehalt veröffentlicht.
Das Team des Faktenchecks von der Deutschen Presse-Agentur überprüft je nach Relevanz bzw. Reizfaktor eines Themas Behauptungen aus den Ressorts Politik, Wirtschaft, Wissenschaft, Panorama und weiteren sowie Aussagen zu Großereignissen mit unklarer Quellenlage. Das Team ist vom International Fakt-Checking Network (IFCN), das zur University of South Florida gehört, nach dessen Qualitäts- und Transparenzstandards zertifiziert.
Das gemeinnützige Recherchenetzwerk Correctiv hat eine eigenständige Faktencheck-Redaktion, die ebenfalls nach den Kriterien des IFCN zertifiziert ist. Die Redaktion wählt Themen nach Aktualität, Relevanz und dem potenziellen Schaden aus, den die Falschmeldung in der Gesellschaft anrichten kann. Überprüft werden können alle Beiträge, die öffentlich verfügbar sind.

## Beispiele in US-Medien
Die Washington Post entwickelte dagegen ein ausdifferenziertes „Rating“ und unterteilt den Wahrheitsgehalt von Aussagen in vier Klassen von „einige Dinge nicht richtig dargestellt“ bis zu „komplett falsch und gelogen“. Die „Pinocchio Ratings“ in dieser Zeitung sind einer der bekanntesten Faktenchecks für Politiker und wurden stark von Redakteur Glenn Kessler für die Zeitung entwickelt.
Im Wahlkampf zur US-Präsidentschaftswahl 2016 wurden Unwahrheiten mittels sozialer Medien verbreitet. Gefälschte Nachrichtenseiten wie im USA Newsflash führten dazu, dass sich Barack Obama zu dem Phänomen äußerte und u. a. Facebook-Geschäftsführer Mark Zuckerberg entgegen der firmenüblichen Zurückhaltung dazu Stellung nahm und Verbesserungen versprach. Laut einer Studie des Pew Research Center (PEW) lesen 44 Prozent aller US-Amerikaner die Nachrichten, die ihnen die persönliche Timeline von Facebook anzeigt. Der Journalistik-Professor Jeff Jarvis sieht den Faktencheck als eines der wichtigsten Instrumente gegen bewusste Falschmeldungen.
Nach der Präsidentschaftswahl 2016 führten viele Medien regelmäßige Faktenchecks ein, die die Aussagen der Administration Trump überprüfen. Die US-Nachrichtenagentur Associated Press (AP) veröffentlicht seit Trumps Wahl unter der Überschrift Der Blödsinn der Woche regelmäßig eine Liste von Unwahrheiten der US-Regierung.
Der Soziologie-Professor Todd Gitlin wies darauf hin, dass Faktenchecks zwar notwendig seien, aber auch Folgen hätten. „Ein Reporter, der all den Müll und Blödsinn von Trump auf den Wahrheitsgehalt überprüft, ist ein Reporter weniger, der über die Vorgänge im Regierungsapparat berichten kann.“

## Aufdecken von Falschinformationen in sozialen Netzwerken
Mit den sozialen Netzwerken und Suchmaschinen verbreiten sich Falschnachrichten und digitale Desinformation viral. Das gemeinnützige Recherchezentrum Correctiv überprüft irreführende Informationen in den sozialen Netzwerken. Wenn Meldungen im Internet eine große Reichweite erreichen, werden sie einem Faktencheck unterzogen und auf ihre Quellen geprüft und die Quellen der Überprüfung offengelegt.
Falschmeldungen, die auf der Plattform Facebook verbreitet werden, überprüft Facebook nicht selbst. Facebook wählt Organisationen weltweit aus, die vom IFCN zertifiziert sind und Faktenchecks durchführen. Die Plattform schickt automatisch Hinweise auf mögliche Falschinformationen, die am meisten gemeldet werden. Faktenchecks werden mit Originalbeiträgen auf Facebook verlinkt. Wenn Faktenchecker erkennen, dass Inhalte komplett oder zum Teil falsch sind, wird auf Facebook ein entsprechender Hinweis direkt unter dem Link zu dem fraglichen Inhalt angezeigt.
Seit der COVID-19-Pandemie werden in den sozialen Medien und im Internet Desinformationen zahlreicher. Das Bundesministerium für Bildung und Forschung überprüft Falschmeldungen auf der Webseite des Ministeriums. Google will 20 Faktencheck-Organisationen weltweit finanziell unterstützen, die sich dem Kampf gegen Desinformation, insbesondere im Zusammenhang mit dem Coronavirus, verschrieben haben.

## Methodische Grenzen und Kritik
Faktenchecks sind auch immer wieder Anlass für Kontroversen, besonders im Fall von polarisierenden Themen. Ein Beispiel bietet hier die Talksendung Maischberger, welche nach ihren Sendungen regelmäßig Faktenchecks anbietet. Zur Diskussion anlässlich der Sendung Auserwählt und ausgegrenzt – Der Hass auf Juden in Europa wurde am Folgetag ein Faktencheck angeboten, der als „tendenziös“ kritisiert wurde, und dem vereinzelt vorgeworfen wurde, „die Thesen der Autoren zu relativieren“.
Im Juli 2018 übte die Stiftung Neue Verantwortung Kritik an der Methodik des Faktenchecks. Das Konzept gleiche einer „Feuerwehr ohne Wasser“. Kritisiert wird u. a., dass die oft emotionalisierenden Fake News eine wesentlich höhere Reichweite haben als seriöse Informationen der Faktenchecks. Sie behandelten „nur die Symptome von Desinformation, nicht jedoch die Gründe, wegen derer Desinformation überhaupt gestreut wird. Fake News den gesellschaftlichen Nährboden zu entziehen, sollte daher die höhere Priorität haben.“
Joachim Steinhöfel kritisiert die einzigartige Stellung und die Autoritätsanmaßung die Faktenchecker im Ökosystem des Informations- und Meinungsaustausches einnehmen. Sie sprechen finale Urteile über Wahr oder Unwahr, ohne jede Verantwortung, ohne Rechenschaftspflicht, ohne neutrale Kontrolle, ohne kodifizierte Widerspruchsmöglichkeit, ohne Ombudsmann und ohne Peer Review. Jeder Faktenchecker überwache nur sich selbst.